# 巴多利诺
巴多利诺（義大利語：Bardolino）是意大利威尼托大区维罗纳省的一个市镇。总面积54.82平方公里，人口6720人，人口密度122.6人/平方公里（2009年）。国家统计（ISTAT）代码为023006。